# Margaret Sheridan (Schauspielerin)
Margaret Elizabeth Sheridan (* 29. Oktober 1926 in Los Angeles; † 1. Mai 1982 in Orange, Kalifornien) war eine US-amerikanische Schauspielerin.

## Leben
Sheridan, die vor ihrer Filmkarriere als Stewardess und Fotomodell tätig war, wurde von Regisseur und Produzent Howard Hawks für die Schauspielerei entdeckt. Hawks bot ihr 1948 die weibliche Hauptrolle in seinem Western Red River an, die Sheridan jedoch ablehne, da sie ihr erstes Kind erwartete. Ein Jahr zuvor hatte sie den Piloten William Pattison geheiratet.
Ihre erste und zugleich bedeutendste Rolle war die der wissenschaftlichen Assistentin Nikki Nicholson im von Hawks produzierten und teilweise auch gedrehten Science-Fiction-Klassiker Das Ding aus einer anderen Welt aus dem Jahr 1951. Bemerkenswert an ihrer Rolle war, dass sie – entgegen dem damaligen Zeitgeist – eine intelligente, eigensinnige und trinkfeste Heldin verkörperte. Üblicherweise bestand die Aufgabe weiblicher Schauspielerinnen in den Horrorfilmen der fünfziger Jahre darin, zu kreischen und sich dem Helden hilfesuchend an die Brust zu werfen (Scream-Queen).
Es folgten einige Rollen in Kinofilmen, darunter der Kriegsfilm Korea (One minute to zero) an der Seite von Robert Mitchum im Jahr 1952 und der Kriminalfilm Der Richter bin ich (aus der Mike Hammer-Reihe) ein Jahr später. Sie übernahm zudem verschiedene Gastrollen in TV-Serien. Der von ihrem Förderer Hawks erhoffte Aufstieg zur gefragten Charakterdarstellerin blieb jedoch aus. Hawks führte dies darauf zurück, dass Sheridan sich durch ihre Aufgaben als Familienmutter stark verändert habe. Ihre Schauspielkarriere endete schließlich Ende der 1960er Jahre. Margaret Sheridan starb am 1. Mai 1982 in Orange (Kalifornien) im Alter von 56 Jahren an Lungenkrebs.

## Filmografie (Auswahl)
- 1951: Das Ding aus einer anderen Welt (The Thing from another World)
- 1952: Korea (One Minute to Zero)
- 1953: Der Richter bin ich (I, the Jury)
- 1954: Diamanten (The Diamond)
- 1964: Ein Goldfisch an der Leine (Man‘s Favorite Sport?)